# Trachelipus ensiculorum
Trachelipus ensiculorum là một loài chân đều trong họ Trachelipodidae. Loài này được Verhoeff miêu tả khoa học năm 1949.